# Kuskus

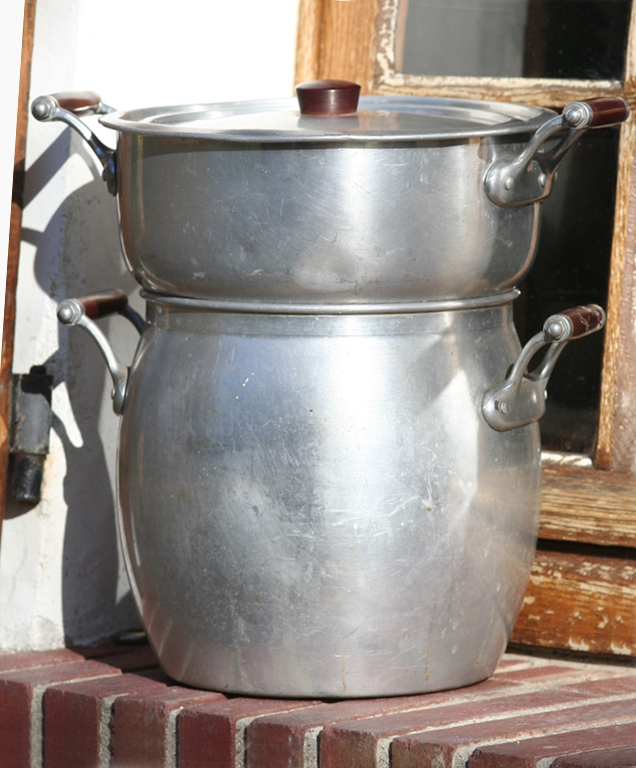
Couscousière - garnek do gotowania kuskusu na parze

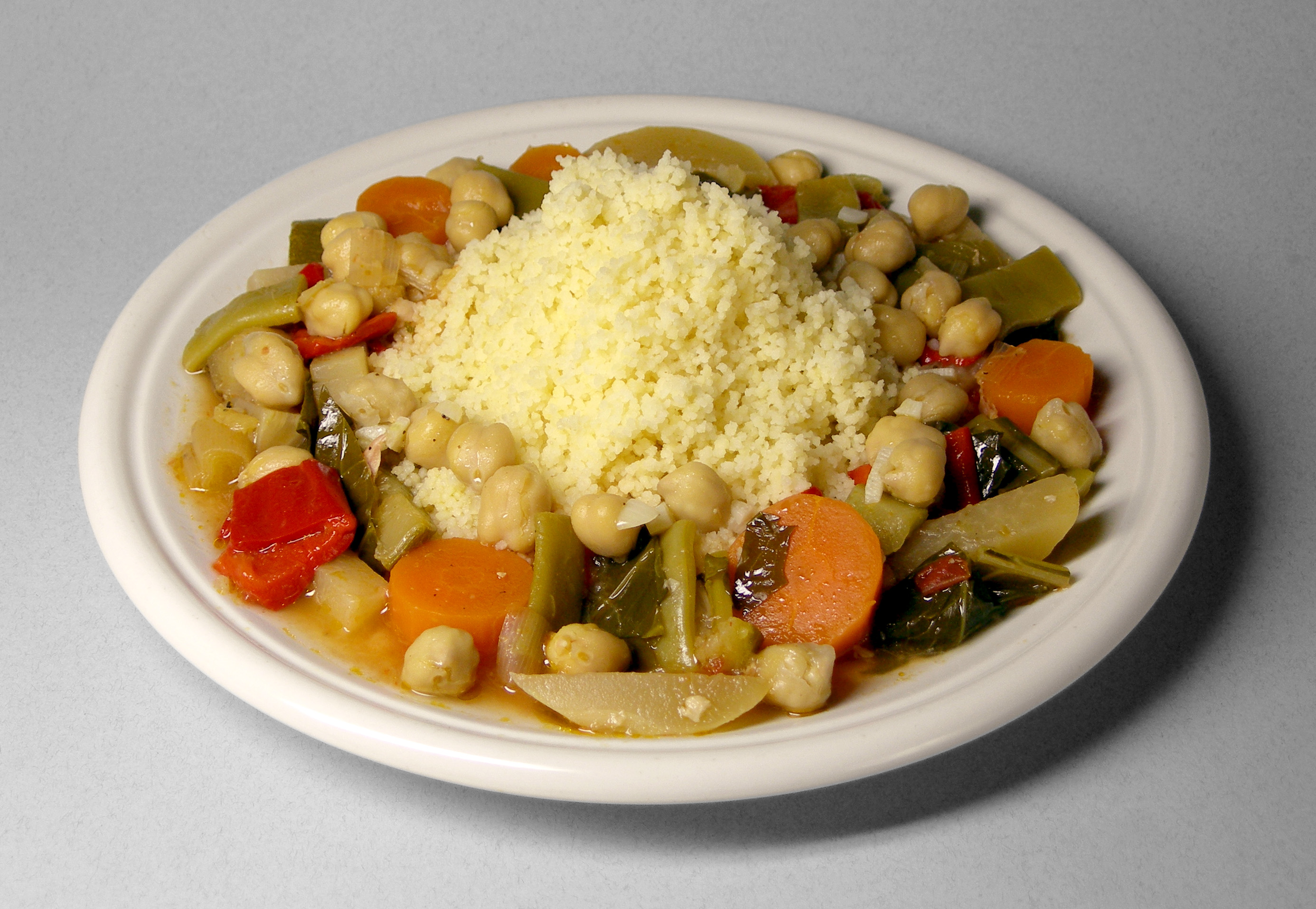
Kuskus

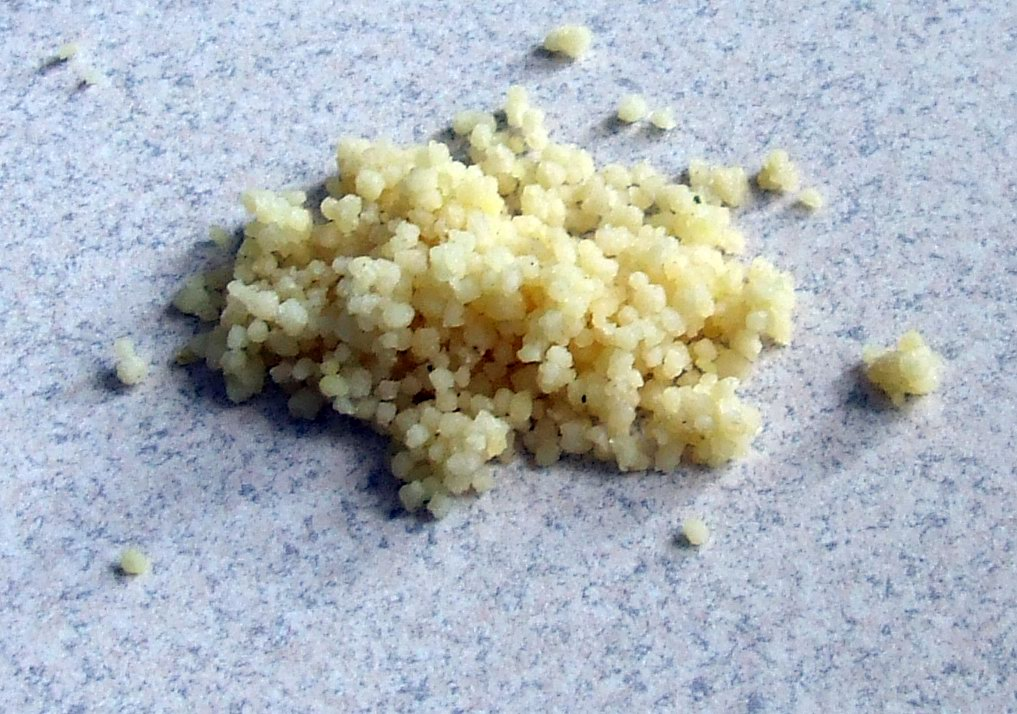
Ziarna kuskusu

Kuskus (od arab. kaskasa – tłuc, rozbijać) – tradycyjny produkt spożywczy, łączący cechy makaronu i kaszy, a także nazwa przyrządzanej z niego potrawy. Wywodzi się z kuchni krajów Maghrebu (północno-zachodnia Afryka) i ma postać okrągłych ziaren o średnicy rzędu 1 mm, otrzymywanych z pszenicy twardej. Tradycyjnie kuskus był materiałem odpadowym przy mieleniu pszenicy w prymitywnych, kamiennych żarnach. Gruba pozostałość z mielenia pszenicy była odsiewana z mąki, namaczana w wodzie, oprószana właściwą mąką i sprzedawana jako kuskus. Współcześnie kuskus częściej produkuje się z wysoko gatunkowej semoliny, gruboziarnistej mąki pszennej, wody i dodatków. Otrzymany granulat jest przesiewany przez sita o odpowiedniej średnicy. Jednak w handlu wciąż można spotkać kuskus produkowany z rozdrobnionych ziaren pszenicy, choć najczęściej przy udziale nowoczesnych technologii.
Kuskus - zależnie od rodzaju - gotuje się na parze w specjalnym garnku zwanym couscousière, ponad gotującym się mięsem i warzywami. Naczynie składa się dwóch garnków, gdzie w górnym są gotowane na parze ziarna nad dolnym garnkiem do gotowania np. sosu warzywnego, lub przygotowania gulaszu i warzyw i służy do wytwarzania pary. Drugi, mniejszy garnek, który jest przeznaczony do umieszczenia na górze, ma pokrywkę i perforowane dno, dzięki czemu utrzymuje kuskus nad parą, jednocześnie pozwalając parze wejść i przesączyć się przez ziarna, pozwalając kuskusowi wchłonąć smak z gulaszu. Po ugotowaniu kuskusu na parze, dolny garnek jest utrzymywany na wolnym ogniu aż do zakończenia gotowania i podania przygotowanego dania. Połączenie garnka do gotowania (dolny) i przystawki do gotowania na parze pozwala na równoczesne gotowanie warzyw i mięsa lub ryb, a także gotowanie na parze ziaren semoliny. Na koniec kuskus doprawia się oliwą z oliwek lub masłem. Couscousière wykonane są z tradycyjnej ceramiki lub metalu (stali, aluminium lub miedzi). Można też kuskus zalać wrzątkiem i odstawić na kilka minut, aby nasiąknął wodą. Dobrze przygotowany kuskus powinien być sypki. Kuskus jest spożywany na słono, słodko, ze świeżym i sfermentowanym mlekiem. Podaje się go z różnymi dodatkami, przede wszystkim z baraniną. Do kuskusu można podać także drób, wołowinę oraz rybę lub przesmażyć go razem z warzywami, np. z dynią, bądź zalać przyprawionym bulionem.
Kuskus jest również przygotowywany i spożywany z warzywami, takimi jak bób, groszek i cebula lub owocami, takimi jak suszone i świeże winogrona i daktyle. W tym przypadku sos zastępuje się zsiadłym mlekiem znanym jako raib lub sfermentowanym mlekiem; danie to nazywa się mesfouf. Ta odmiana kuskusu podawana jest często podczas ramadanu, świętego miesiąca dla muzułmanów. Podaje się go także podczas tradycyjnych uroczystości lub rodzinnych posiłków.
Kuskus zajmuje ważne miejsce jako ulubione danie wśród północno afrykańskiej społeczności przy różnych okazjach, takich jak: różne święta (ślub i obrzezanie), święta państwowe, święta religijne, spotkania rodzinne, zaproszenia i pogrzeby.

## Rozpowszechnienie i legenda
Oprócz Afryki Północnej kuskus jest obecnie szeroko rozpowszechniony w niektórych częściach Europy, zwłaszcza we Francji, dzięki imigrantom. Kuskus można znaleźć w wielu supermarketach w krajach zachodnich. Na Sycylii, zwłaszcza na zachodzie, wokół miasta Trapani, kuskus jest tradycyjną potrawą od czasów panowania Arabów w średniowieczu i do dziś jest oferowany w niemal każdej restauracji. W Izraelu kuskus stał się częścią kuchni narodowej w 1948 dzięki żydowskim imigrantom z krajów arabskich – również dlatego, że kuskus stanowił tani substytut ryżu dla perskich Żydów, którzy dzięki temu mogli zachować swoją tradycyjną kuchnię opartą na ryżu.
Legenda głosi, że kuskus był niebiańskim darem dla głodnych Berberów. Kiedy aniołowie zobaczyli głodujących ludzi, zaczęli płakać a łzy zamieniły się w smakowite ziarna zboża.